# Roy Ward Baker
Roy Ward Baker (19 de dezembro de 1916 - 5 de outubro de 2010) foi um cineasta inglês. Seu filme mais conhecido é A Night to Remember, de 1958, uma versão sobre o naufrágio do Titanic,  tendo ganhado o Globo de Ouro por este filme. Outro filme importante de sua carreira foi Almas desesperadas, com Marilyn Monroe no elenco. Posteriormente, produziu filmes de terror e filmes para a televisão.